# Miller-Nunatakker
Die Miller-Nunatakker sind eine Gruppe von Nunatakkern im ostantarktischen Enderbyland. Sie ragen 18 km südwestlich des Storegutt auf.
Luftaufnahmen und Vermessungen der Australian National Antarctic Research Expeditions aus den Jahren von 1954 bis 1966 dienten ihrer Kartierung. Das Antarctic Names Committee of Australia benannte sie nach Kevin R. Miller, Wetterbeobachter auf der Mawson-Station im Jahr 1962.